# 난 믿고 싶어요
<난 믿고 싶어요>는 대한민국의 여성 싱어송라이터 장덕에 의해 작사 · 작곡된 곡이다. 장덕의 두번째 솔로 음반이자 두번째 컴필레이션 음반 《순정》에 실려 발표되었다.

## 배경
이 곡은 장덕을 새어머니가 고위급 인사들과 선을 보게 하고 결혼 시키려고 이리저리 발을 움직이고 있을 때 만들어진 곡이다. 비록 만 19세의 철없는 나이였지만 장덕은 이 시기에 다수의 남자들과 선을 보며 싫든 좋든 그 때까지 느껴보지 못한 감정들을 접했으리라 생각된다. 장덕은 이 곡에서 말한다. 난 이제 사랑할 준비가 되었으니 누구든 나에게 사랑고백을 하라고. 당시 장덕은 비록 어머니가 미국으로 재혼하여 미국으로 떠났지만 지난 슬픈 추억은 모두 잊어버리고 아버지와 새어머니, 그리고 오빠 부부와 함께 한 집에서 행복한 순간들을 보내고 있을 때였다.